# لويس باولو دا سيلفا
لويس باولو دا سيلفا (مواليد 4 ديسمبر 1989) لاعب كرة قدم برازيلي يلعب حالياً مع ميتو هوليهوك الياباني كمدافع.

## إحصائيات

### مع النوادي
تم تحديث القائمة يوم 23 فبراير نت سنة 2017
| النوادي | النوادي                 | النوادي                      | الدوري        | الدوري      | الكأس                | الكأس                | المجموع       | المجموع     |
| الموسم  | الفريق                  | الليغا                       | عدد المباريات | عدد الأهداف | عدد المباريات        | عدد الأهداف          | عدد المباريات | عدد الأهداف |
| اليابان | اليابان                 | اليابان                      | الليغا        | الليغا      | كأس إمبراطور اليابان | كأس إمبراطور اليابان | المجموع       | المجموع     |
| ------- | ----------------------- | ---------------------------- | ------------- | ----------- | -------------------- | -------------------- | ------------- | ----------- |
| 2013    | هوكايدو كونسادول سابورو | دوري الدرجة الثانية الياباني | 7             | 1           | 1                    | 0                    | 8             | 1           |
| 2014    | هوكايدو كونسادول سابورو | دوري الدرجة الثانية الياباني | 22            | 2           | 0                    | 0                    | 22            | 2           |
| 2015    | هوكايدو كونسادول سابورو | دوري الدرجة الثانية الياباني | 15            | 0           | 1                    | 0                    | 16            | 0           |
| 2016    | فوكوشيما يونايتد        | دوري الدرجة الثالثة الياباني | 18            | 2           | 0                    | 0                    | 18            | 2           |
| المجموع | المجموع                 | المجموع                      | 68            | 0           | 4                    | 0                    | 72            | 0           |

### مع المنتخب
لم يشارك مع المنتخب بعد في أي مباراة لا رسمية ولا ودية.

## روابط خارجية
- لويس باولو دا سيلفا على موقع رابطة كرة القدم اليابانية للمحترفين (اليابانية)
- لويس باولو دا سيلفا على موقع قاعدة بيانات كرة القدم.إي يو (الإنجليزية)
- لويس باولو دا سيلفا على موقع Soccerway.com (الإنجليزية)
- لويس باولو دا سيلفا على موقع عالم كرة القدم.نت (الإنجليزية)

- لويس باولو دا سيلفا